# El Triunfo, Michoacán de Ocampo
El Triunfo är en ort i Mexiko.   Den ligger i kommunen Numarán och delstaten Michoacán de Ocampo, i den centrala delen av landet, 300 km väster om huvudstaden Mexico City. El Triunfo ligger 1 739 meter över havet och antalet invånare är 579.
Terrängen runt El Triunfo är platt åt nordväst, men åt sydost är den kuperad. Runt El Triunfo är det ganska tätbefolkat, med 54 invånare per kvadratkilometer. Närmaste större samhälle är La Piedad Cavadas, 12,2 km norr om El Triunfo. I omgivningarna runt El Triunfo växer huvudsakligen savannskog.